# Hofanlage Im Dorfe 3
Die Hofanlage Im Dorfe 3 in der niedersächsischen Gemeinde Sandbostel, Ortsteil Ober Ochtenhausen, wurde im 18. Jahrhundert gebaut. Aktuell (2025) wird sie zum Wohnen genutzt.
Die Gebäude stehen unter Denkmalschutz (siehe auch Liste der Baudenkmale in Sandbostel).

## Geschichte und Beschreibung
Ober Ochtenhausen wurde 1218 erstmals erwähnt und gehört zur heutigen Samtgemeinde Selsingen im Landkreis Rotenburg (Wümme).
Die Hofanlage für ein Häuslingshaus besteht aus
- dem kleinen eingeschossigen giebelständigen Wohn- und Wirtschaftsgebäude von 1770 (Inschrift) als Zweiständer-Hallenhaus in Fachwerk mit Steinausfachungen, reetgedecktem Krüppelwalmdach, das am Wirtschaftsgiebel auf geschwungenen profilierten Knaggen vorkragt, sowie mit Niedersachsengiebel, Uhlenloch, Pferdeköpfen und der Grooten Door mit Korbbogen; im Dielenbereich blieb das Innengerüst erhalten,[2]
- dem danebenstehenden giebelständigen Schafstall von um 1750 in Fachwerk mit Steinausfachungen, reetgedecktem Krüppelwalmdach und einer mittleren Längsdurchfahrt.[3]

Das Landesdenkmalamt befand u. a.: „… kleines Häuslingsanwesen aus Wohn-/Wirtschaftsgebäude und Schafstall ….“